# If Anything Happens I Love You
If Anything Happens I Love You (bra: Se Algo Acontecer... Te Amo) é um curta-metragem de animação 2D americano escrito e dirigido por Will McCormack e Michael Govier. A história segue dois pais enlutados enquanto lutam para enfrentar a morte de sua filha, que foi morta em um tiroteio na escola. Da Gilbert Films e Oh Good Productions, o curta-metragem foi lançado na Netflix em 20 de novembro de 2020.
A ideia inicial do filme veio de um encontro entre McCormack e Govier em Griffith Park. A dupla posteriormente escreveu o roteiro do filme ao longo de um ano inteiro, com a produção começando em 2018 e Youngran Nho atuando como diretor de animação. Usando o curta-metragem Father and Daughter como inspiração e trabalhando em estreita colaboração com a Everytown for Gun Safety, a produção foi concluída em fevereiro de 2020.
If Anything Happens I Love You estreou em 4 de março de 2020, durante uma exibição privada na United Talent Agency em Beverly Hills, onde foi apresentado por Jayme Lemons, Chelsea Handler, Phil Johnston, Mary McCormack, Rashida Jones e a produtora executiva Laura Dern. Após seu lançamento na Netflix, o curta foi recebido com aclamação da crítica, recebendo uma indicação pendente ao Óscar de Melhor Curta de Animação no 93º Oscar.

## Enredo
Dois pais começam a se separar um do outro após a morte de sua filha pré-adolescente. Embora eles se recusem a falar um com o outro pessoalmente, ambos os pais são vigiados por sombras que expressam suas verdadeiras emoções. Enquanto o pai sai, a mãe pensa em entrar no antigo quarto da filha, embora se contenha devido à dor e à tristeza avassaladoras.
Enquanto lavava a roupa, a mãe começou a chorar ao perceber que lavou a camisa da filha. Ela se senta perto da máquina de lavar, fazendo com que uma bola de futebol caia e abra o quarto da filha, que também rola sobre um toca-discos, tocando a música "1950". A mãe decide entrar no quarto, onde mais tarde se reúne com o marido. Enquanto "1950" continua a tocar ao fundo, uma sombra representando sua filha salta do toca-discos e os pais começam a se lembrar de eventos na vida de sua filha.
Em uma série de flashbacks, os pais veem sua filha crescer: amando o futebol, comemorando seu 10º aniversário e experimentando seu primeiro beijo. No flashback final, a filha deixa seus pais para ir à escola. Sabendo o que está para acontecer, as sombras dos pais tentam impedi-la de entrar no local, mas, sendo isso uma memória, falham. Dentro da escola, a filha é baleada e morta durante um tiroteio na escola, com seu texto final para seus pais sendo "Se alguma coisa acontecer, eu te amo".
À medida que as sombras dos pais se distanciam, a sombra da filha os aproxima, forçando os pais verdadeiros a ver as boas lembranças que puderam vivenciar com a filha quando ela estava viva. No presente, os pais se abraçam e a sombra da filha se torna uma luz brilhante entre as sombras de seus pais enlutados.

## Produção
De acordo com os escritores Will McCormack e Michael Govier, que se tornaram amigos em uma escola de atuação, a ideia inicial do filme veio de um encontro entre os dois em Griffith Park, onde Govier pensou em fazer um filme onde as sombras representassem emoções que as pessoas não poderiam alcançar. McCormack concordou, opinando que é uma premissa "poderosa". O objetivo do filme era mostrar "a dor que ainda perdura na comunidade, mesmo que talvez o ciclo de notícias os tenha deixado, e como é essa dor". Para dirigir o filme, a dupla se encontrou com vários pais que perderam seus filhos em tiroteios em escolas e violência armada nos Estados Unidos, cientes do assunto delicado. A dupla também trabalhou em estreita colaboração com a Everytown for Gun Safety, permitindo que a organização compartilhasse seu próprio feedback sobre o roteiro do filme.
Desde o início sempre seria um filme de animação. Nós apenas pensamos que uma versão live-action disso seria muito intensa. Achamos que a animação era a porta de entrada perfeita para ter essas conversas profundas sobre perda e luto. 

—Govier ao decidir expandir o projeto para um filme de animação
Para trazer à tona sua ideia autofinanciada como um filme de animação, a dupla se encontrou pela primeira vez com a produtora Maryann Garger. Logo depois, If Anything Happens I Love You começou a produção no final de 2018, com a animação ocorrendo de abril de 2019 a dezembro do mesmo ano. No total, 28 pessoas trabalharam no curta-metragem, entre elas Youngran Nho, Haein Michelle Heo e Julia Gomes Rodrigues, que utilizaram o TVPaint Animation para animar o filme. Produção concluída em fevereiro de 2020. Para abordar a importância da diversidade e representação na animação, o curta foi animado, composto e produzido por uma equipe feminina.
O filme foi produzido por Govier, que escreveu o roteiro de 12 páginas do curta-metragem com McCormack em um ano. Pouco depois, Nho foi contratado enquanto ela estava participando do Instituto de Artes da Califórnia para trabalhar como animador e diretor artístico no curto, usando a paleta preto e branco do curta-metragem vencedor do Oscar, Father and Daughter, como inspiração. De acordo com Nho, o fundo do filme consistia em aquarela sobre papel para fazer a história parecer "crua" e "inacabada", mencionando que o filme tentou ter uma cor mínima em seu fundo para combinar com o "vazio que preenche [os] pais enlutados."
De acordo com McCormack e Govier, a dupla queria contar "uma história através das sombras" e, como resultado, várias sequências não foram desenhadas com "full technicolor", pois queriam "ilustrar e explorar o luto" no curta-metragem. Para manter contato com Nho e o resto da equipe, McCormack e Govier usaram o software Slack para se comunicar, "criticando e confirmando o trabalho um do outro em tempo real".
A maior parte da trilha sonora do filme foi composta por Lindsay Marcus, com a sequência "Beautiful Dreamer" do filme sendo arranjada e executada pela Orquestra Juvenil de Inner-City de LA dirigida por Charles Dickerson. Em entrevista ao Animation Scoop, McCormack revelou que a música "1950" foi escolhida para o filme porque a dupla a estava ouvindo enquanto procurava a música para o curta. Produzido por Govier, Maryann Garger, Gary Gilbert e Gerald Chamales, o filme foi editado por Peter Ettinger no Adobe Premiere Pro.

## Lançamento
If Anything Happens I Love You foi lançado pela primeira vez durante uma exibição privada na United Talent Agency em Beverly Hills em 4 de março de 2020, onde foi apresentado por Laura Dern, Jayme Lemons, Chelsea Handler, Phil Johnston, Mary McCormack e Rashida Jones. Em 14 de outubro de 2020, a Netflix adquiriu os direitos de distribuição do curta-metragem, que lançou em sua plataforma no mês seguinte, em 20 de novembro.

## Recepção

### Resposta crítica
No agregador de resenhas Rotten Tomatoes, o filme tem 100% de aprovação com base em 8 críticas, com uma classificação média de 7,5/10.
Em sua crítica para o The Independent Critic, Richard Propes deu ao curta-metragem uma nota A+ (também dando-lhe quatro estrelas em cinco), elogiando sua mensagem, animação e personagens, e chamando o filme de "uma obra-prima animada". Escrevendo para a The Montclarion, Megan Lim elogiou a simplicidade do filme, afirmando que "A eliminação de palavras, cores e ilustrações refinadas [...] comunicam dramaticamente a angústia e o vazio que nenhum diálogo jamais poderia capturar." Depois de assistir ao curta, a equipe da Decider recomendou aos espectadores que assistissem ao filme, com Anna Menta chamando o curta de "um retrato bonito, mas dolorosamente doloroso de uma tragédia", dizendo que era honesto e parecia uma história verdadeira.
No TikTok, a #IfAnythingHappensILoveYou se tornou viral logo após o lançamento do filme, com os criadores de conteúdo compartilhando suas reações antes e depois de assistir ao curta de 12 minutos.

### Prêmios e indicações
Em 14 de outubro de 2020, a IndieWire revelou que a Netflix estava considerando If Anything Happens I Love You como um de seus três candidatos ao Oscar de Melhor Curta de Animação para competir no 93º Oscar. Em fevereiro de 2021, o filme foi adicionado a uma lista de 10 filmes concorrentes ao prêmio entre 96 filmes de animação qualificados, tornando-se o único filme da Netflix na lista. Em março, o filme recebeu a indicação oficial ao Oscar ao lado de Burrow, Genius Loci, Opera e Yes-People, com a IndieWire escrevendo isso como "o primeiro curta da Netflix [...] O favorito será If Anything Happens I Love You, mas esta é uma das categorias mais imprevisíveis."
| Prêmio              | Data de cerimônia   | Categoria                   | Destinatário(s)                  | Resultado | Ref.   |
| ------------------- | ------------------- | --------------------------- | -------------------------------- | --------- | ------ |
| Prêmios da Academia | 25 de abril de 2021 | Melhor Curta de Animação    | Will McCormack e Michael Govier  | Venceu    | [ 29 ] |
| Annie Awards        | 16 de abril de 2021 | Melhor Editorial – TV/Mídia | Peter Ettinger e Michael Babcock | Indicado  | [ 31 ] |